# Appland
Appland — компанія хмарних обчислень зі штаб-квартирою в Гетеборзі, Швеція, яка розробляє рішення для магазинів додатків білої мітки.  для мобільних операторів, мобільних пристроїв, онлайн-спільнот, смарттелевізорів, під'єднаних транспортних засобів та Інтернету речей. 2015 року компанія виграла «2015 Red Herring Top Europe Award» і місце в «33-listan», щорічному списку 33 найперспективніших шведських стартапів, який присуджують Ny Teknik і Affärsvärlden.